# Lucian Iltis
Lucian Iltis (* 15. Mai 1903 in Mannheim; † 29. September 1967 in Frankfurt am Main) war ein deutscher KPD-Funktionär.

## Leben und Tätigkeit
Iltis war der Sohn eines Metallarbeiters und einer Bekleidungsarbeiterin. Er erlernte das Schlosserhandwerk.
1919 trat Iltis in die Freie Sozialistische Jugend und 1923 in die Kommunistische Partei Deutschlands (KPD) ein. In den folgenden Jahren war er für die Arbeiterzeitung in Mannheim tätig.
Ende der 1920er Jahre wurde Iltis Mitarbeiter des AM-Apparates der KPD. 1930 absolvierte er unter dem Decknamen Otto den 1. Kurs an der Militärpolitischen Schule der Komintern in Moskau. Nach seiner Rückkehr nach Deutschland übernahm er Aufgaben im zentralen AM-Apparat der KPD in Berlin: Unter dem Decknamen Willy leitete er das Ressort Republikanische Organisationen, dessen wichtigste Aufgabe in der Nachrichtensammlung und Zersetzung der SPD, des Reichsbanners Schwarz-Rot-Gold, der Gewerkschaften und anderer SPD-naher Organisationen war. Anschließend wurde er als Nachfolger von Rudolf Schwarz Leiter des Ressorts Zersetzung der Polizei im AM-Apparat.
Nach dem Machtantritt der Nationalsozialisten im Frühjahr 1933 ging Iltis im August 1933 in die Emigration in die Sowjetunion, wo er als Hilfslehrer an der M-Schule bzw. Lehrer an der Leninschule arbeitete.
Vom Exekutivkomitee der Kommunistischen Internationale (EKKI) wurde Iltis als Instrukteur in Frankreich und Österreich eingesetzt. Ab 1935 lebte er im Elsass, schloss sich der KP Frankreich an und arbeitete als Redakteur für die KP-Zeitung Humanité. 
Bei Ausbruch des Zweiten Weltkriegs wurde Iltis im September 1939 zur französischen Armee eingezogen. Er geriet in deutsche Kriegsgefangenschaft, aus der er im Juni 1940 freigelassen wurde. Später soll er von der Gestapo als Agent in die unbesetzte Zone Frankreichs geschickt worden sein und bis 1944 sowohl für die Résistance als auch für die Gestapo gearbeitet haben. Im November 1946 wurde er wegen »Zusammenarbeit mit dem Feind« in Frankreich festgenommen.